# Giochi Interalleati
I Giochi Interalleati furono una competizione sportiva internazionale aperta agli atleti militari dei Paesi e dei territori alleati che avevano vinto la prima guerra mondiale.
Si svolsero dal 22 giugno al 6 luglio 1919 a Parigi principalmente presso l'appena costruito stadio Pershing, intitolato a John Pershing, il capo delle forze di spedizione statunitensi che volle la competizione; sede accessoria fu lo Stade du Matin a Colombes che accolse il torneo di rugby.
I Giochi furono finanziati dall'YMCA, l'associazione americana dei giovani cristiani, che ne affidò l'organizzazione a Elwood S. Brown, che sei anni addietro aveva promosso i primi Giochi dell'Estremo Oriente.
La manifestazione fu aperta congiuntamente dal presidente francese Raymond Poincaré e da quello statunitense Woodrow Wilson.

## Discipline
- Atletica leggera
- Baseball
- Boxe
- Calcio
- Canottaggio
- Equitazione
- Golf
- Lotta

- Nuoto
- Pallacanestro
- Rugby a 15
- Tennis
- Tiro alla fune
- Tiro con il fucile
- Tiro con la pistola
- Scherma

## Paesi partecipanti
- Australia
- Belgio (157)
- Brasile
- Canada
- Cecoslovacchia
- Cina
- Francia (253)
- Grecia
- Guatemala
- Hegiaz

- Italia (132)
- Nuova Zelanda
- Polonia
- Portogallo
- Gran Bretagna
- Romania
- Serbia
- Stati Uniti (282)
- Terranova

## Classifica
| Squadra        | Punti |
| -------------- | ----- |
| Stati Uniti    | 120   |
| Francia        | 104   |
| Italia         | 45    |
| Australia      | 41    |
| Belgio         | 27    |
| Canada         | 18    |
| Cecoslovacchia | 16,5  |
| Portogallo     | 12    |
| Romania        | 6     |
| Nuova Zelanda  | 6     |
| Serbia         | 3     |
| Gran Bretagna  | 2     |
| Grecia         | 1     |